# Famille Hus
Pour les articles homonymes, voir Hus.
Cette page explique l’histoire ou répertorie les différents membres de la famille Hus.
Dynastie de comédiens et danseurs français, la famille Hus se rencontre depuis la fin du XVIIe siècle jusqu'à la fin du XIXe. Le premier membre connu est Jérôme Hus, qui fut maître de danse à Lyon vers 1690. Il avait épousé Marguerite Pageot, fille du comédien Pierre Pageot, dit Desforges.
Le couple a au moins trois enfants mâles : François (1695), Jean-Baptiste (1697) et Barthélemy (1699). Cette deuxième génération dirige, de 1720 à 1750, une troupe itinérante, dont le noyau est formé par tous les membres de la famille.
Elle sillonne la France (Nantes, Rennes, Rouen, Bordeaux, Marseille, Arles et la Provence), et passe quelque temps dans les Pays-Bas autrichiens (Bruxelles et Gand).
En 1741, la famille Hus est capturée par des « pirates barbaresques », au retour d'un séjour en Italie, notamment à Gênes. À partir de 1750, la troupe se disperse : Adélaïde Hus entre à la Comédie-Française en 1751, Françoise Hus écrit une pièce, Plutus, rival de l'Amour, pour la Comédie-Italienne en 1756, Barthélemy Hus-Desforges continue à diriger seul quelques troupes jusqu'en 1765.

## Quelques membres remarquables de la famille Hus
Les Frères Hus, chefs de troupe :
- Jérôme Hus
  - François Hus (1695-176*) x Françoise Gravillon, dite Mme Hus (1712-1782), actrice et dramaturge, son épouse
    - Adélaïde-Louise-Pauline Hus, dite Mlle Hus (1734-1805), actrice, leur fille
    - Auguste Hus I (1736-1805), danseur, leur fils
      - Auguste Hus II (1769-1830), danseur et pamphlétaire, fils du précédent

    - Jean-Baptiste Hus, dit Hus-Malo (1739-1812), danseur, leur fils
      - Pierre-Louis Stapleton, dit Eugène Hus (1758-1823), danseur, fils adoptif du précédent
      - Pietro Hus (1766-1833), danseur, fils de Jean-Baptiste
        - Augusto Hus (1801-1866), danseur, fils du précédent

  - Barthélemy Hus-Desforges (1699-1786)
    - Pierre-Louis Hus-Desforges (1773-1838), violoncelliste, arrière-petit-fils du précédent